# طيف الانبعاث
طيف الإصدار الذري أو طيف الانبعاث أو طيف الابتعاث لعنصر ما هو عبارة عن الشدة النسبية للأمواج الكهرومغناطيسية لكل تردد يتم إصداره عند تسخين هذا العنصر.فعندما تثار الإلكترونات في عنصر ما نتيجة اكتسابها للطاقة (بالتسخين مثلا) فإنها تقفز إلى مدارات طاقة أعلى، وعندما تعود إلى المستوى الطاقة الذي بدأت منه تصدر الطاقة المكتسبة مرة أخرى على شكل شعاع ضوئي له تردد معين (فوتون) . ويتم تسجيل طول موجة الأشعة الكهرومغناطيسية الصادرة عن طريق مطياف الإصدار الذري الذي يظهرها على شكل خطوط ضوئية متوازية مميزة لكل عنصر، مثلما تميز «بصمات» شخص عن شخص آخر.

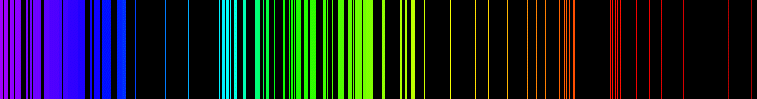
طيف الإصدار الذري للحديد.

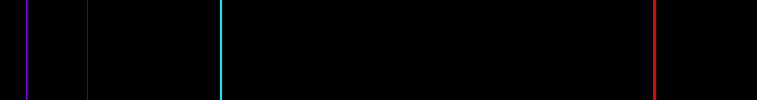
طيف الإصدار الذري للهيدروجين.

طيف الانبعاث للعناصر هو خاصية مميزة لكل عنصر كيميائي، فلا يوجد عنصران يحملان نفس طيف الإصدار، لذا فهو يعتبر بصمة العنصر، حيث يمكن معرفة العنصر عن طريق قياس الطيف الخاص به.
ومثال ذلك عند تحليل طيف الإصدار الذري لضوء الشمس يظهر طيفا ذرتي الهيدروجين والهيليوم بوضوح، وبهذا تمّ الاستنتاج بأن الشمس تتكون بصفة أساسية من الهيدروجين والهيليوم.وقد استطاع العالم (فراونهوفر) تفسير هذا الطيف.